# Die Angst vor den anderen
Die Angst vor den anderen. Ein Essay über Migration und Panikmache (Originaltitel Strangers at Our Door) ist ein Buch des polnisch-britischen Soziologen und Philosophen Zygmunt Bauman aus dem Jahr 2016. Auf dem Höhepunkt der Zuwanderungswelle beschreibt es die Herausforderungen für die betroffenen Nationen und Gesellschaften. Gleichzeitig ist es ein Plädoyer für Gelassenheit und Empathie. Bauman zeigt seine Verwunderung über die Hysterie und die Präsenz dieses Themas in den Medien. Die deutsche Übersetzung stammt von Michael Bischoff.

## Inhalt
Das Buch gliedert sich in sechs Kapitel ohne Einleitung oder weitere Vorbemerkung. Jedes Kapitel ist in sich abgeschlossen, doch gibt es eine Verbindungslinie, die von seiner Hauptthese gestützt wird, die Flüchtlingskrise würde uns eingeredet und sei so nicht existent. Zwar seien die Flüchtlinge „ungebetene Gäste, die […] an unsere Tür klopf[t]en“, doch seien die Fremden kein Grund, Angst zu haben – und sie selbst hätten allen Grund zur Besorgnis. Die Wurzel dieser Furcht liege in uns selbst.
Das erste Kapitel, Migrationspanik – wie man sie nutzt (und missbraucht), ist ein Zustandsbericht mit kurzer Reflexion der Beweggründe und den kulturellen, politischen, sozialen und finanziellen Unterschieden zwischen Heimat- und möglichem Zielland. Auch die Gründe für die Fluchten werden beleuchtet. Bei diesen Unterschieden würde schnell klar, dass sich die Flüchtlinge fremd fühlten und als fremd angesehen würden. Bauman zitiert Papst Franziskus, der 2013 sagte: „Die heutige Gesellschaft lebt in einer Kultur des Wohlstands, die uns zwingt, nur an uns selbst zu denken, und so werden wir anderen gegenüber gleichgültig“. Weiterhin beschreibt er einen „außergewöhnlichen Grund“ für das Misstrauen gegenüber Fremden, es sei das „im Entstehen begriffene Prekariat: Menschen, die Angst haben, ihre geschätzten und beneidenswerten Errungenschaften, Besitzstände und sozialen Positionen zu verlieren, […] die in Verzweiflung versunken sind, weil sie all das bereits verloren haben oder gar nicht erst die Chance hatten, diesen Status überhaupt zu erreichen.“: S. 19–20
Im zweiten Kapitel Frei flottierende Unsicherheit auf der Suche nach einem Anker beschreibt Bauman Situationen, in denen aufgrund eines zuvor ausgerufenen Ausnahmezustands Polizeiliches Handeln angezeigt erscheint, auch ohne dass zuvor zivilrechtliche Mittel eingelegt worden wären. Der Autor beruft sich vor allem auf Beispiele aus Frankreich, und er vermutet in diesen Maßnahmen eine Unterstützung für das politische Handeln für die Regierung, die damit ihre Fähigkeit unter Beweis stellen kann, ihre Versprechen einzulösen und damit die Sorgen der Bürger zu lindern. In Wirklichkeit würde aber gerade das Gegenteil erreicht: Mit der „bekannten Aussage“ des ungarischen Premierministers, alle „Terroristen seien Migranten“, missbrauche die Regierung die Flüchtlinge, die um ihre Zukunft bangten. Tatsächlich wären die Politiker mit dieser Rhetorik vielfach erfolgreich und sie würden ihr Ziel erreichen.
Wichtig ist es für Bauman, auf die Stigmatisierung der Menschen aufmerksam zu machen. Ferner widmet er sich daher den möglichen Auswirkungen, die damit verbunden sein können. Erstens könne es durch den schmerzhaften Schlag des stigmatisierten Menschen zu Minderwertigkeitsgefühlen, „Selbstverbergung und Selbstverleugnung“ (suffering and humiliation) kommen, zweitens könne dadurch Rache ausgelöst werden und drittens käme ein Gefühl der Ungerechtigkeit auf, das zu Entfremdung von der Mehrheitsgesellschaft führe und womit diese als unmenschlich wahrgenommen werde.
Auch kommen Pierre-Nicolas Baussand, der bereits 1998 die Studie Jordanie: L’utilisation de l’immigration pour stabiliser une économie postrentière en crise vorgelegt hatte, und Jean-Claude Juncker zu Wort, die den Zustand attestieren, die „soziale Ausgrenzung [sei] der ‚Hauptfehler‘ (key flaw) für die Radikalisierung junger Muslime in der Europäischen Union. Diejenigen, die Terroranschläge organisieren und begehen, sind dieselben Menschen, vor denen die Flüchtlinge zuvor geflohen sind.“: S. 47 Die stärksten Waffen, die der Westen einsetzen könne, um die Radikalisierung auszurotten, sei soziale Investition, Eingliederung und Integration.
Im dritten Kapitel ist der Autor Auf den Spuren starker Männer (oder starker Frauen) in der Politik und den verantwortlichen Regierungen. Sie seien ein wichtiger Garant für die zuvor beschriebenen Umsetzung, so Baumans Tenor. Dabei geht er auch auf die Beziehungen zwischen Politik und Zivilgesellschaft ein, indem er unterstreicht, wie wichtig die Teilhabe des Durchschnittsbürgers sei. Er stellt die Frage, inwieweit sich die Bevölkerung überhaupt für politische Themen interessiere, wann sie eine Situation als bedrohlich empfinde und ab wann sie geschützt werden wolle. Bauman sieht es als „unverzeihliche Sünde der Demokratie“, wenn eine wachsende Zahl angeblicher Wohltäter Unfähigkeit bei den Regierungen auslöse, die an sie gestellten Erwartungen zu erfüllen und dies mit „nichts anderes tun zu können“ quittiere.
Das vierte Kapitel Zusammen und dicht gedrängt ist ein Rückblick in die Geschichte. Bauman beschreibt darin, wie unsere Vorfahren kaum mit anderen Kulturen in Berührung gekommen seinen, diese somit nicht kannten und es ihnen dadurch möglich wurde, ihr eigenes Weltbild und ihre Kultur zu bilden. Er betont, wie wichtig es sei, sich gegenseitig anzuerkennen, um das gemeinsame Überleben zu sichern. Das Kapitel fünf Lästig, störend, unerwünscht – und deshalb abzuweisen ist ganz der Politik Ungarns gewidmet. György Konrád, einst Liberaler und Regierungskritiker während des Kommunismus und von der New York Times (NYT) als Veteran der Kämpfe gegen die Diktatur in der kommunistischen Ära beschrieben, ließ weder politisch noch persönlich ein gutes Haar an Viktor Orbán, doch in Sachen Immigranten „müsse er leider eingestehen, dass Orbán recht [habe]“.: S. 87 Auch wies die NYT darauf hin, dass die Regierungschefs Mitte Dezember 2015 begännen, sich Orbáns Politik anzunähern, indem sie eingestanden hätten, mit dem Migrationsproblem wieder die Oberhand zu gewinnen, indem sie die Kontrolle über „Außengrenzen des Kontinents“: S. 88 wiedergewinnen wollten. Besondere Wertschätzung erfährt der französische Ethnologe und Anthropologe Michel Agier (* 1953), der kenntnisreich feststelle, dass die „Festlegung zweier großer Weltteile“ Ziel der derzeitigen Migrationspolitik sei.: S. 88
Im Kapitel sechs Anthropologische und zeitbedingte Wurzeln des Hasses geht der Autor weit in die Vergangenheit zurück, um den Ursachen des Hasses auf die Einwanderer auf den Grund zu gehen. Von Platon kommt er auf Hannah Arendt und Immanuel Kant, die beide glaubten, es gebe ein moralisches Bewusstsein, das Gut und Böse unterscheiden könne, und dass dies allen Menschen innewohne. Mit dem Unterschied zwischen Denken und Handeln, mit der Erkenntnis im Unterschied zwischen Individuum und öffentlicher Gesellschaft sei jeder einzelne konfrontiert. Schlüssel dafür sei der Glauben, „ein vollkommenes, unerschütterliches Vertrauen und Selbstvertrauen, das unbezwingbar Gegenbeweise und -Argumente negiere, während das Wissen sich dem kritischen Test der Empirie zu unterziehen“ habe.: S. 99
Gespräche und der Meinungsaustausch seien nach Hans-Georg Gadamer, nach Baumans Einschätzungen einer der größten Philosophen des vergangenen Jahrhunderts,: S. 111 der Weg zu Verständnis und Konsens, da „alle Verständnisse so etwas wie eine gemeinsame Sprache beinhalten, obwohl es sich um eine gemeinsame Sprache handelt, die nur während des Prozesses des Verstehens selbst geschaffen wird.“ Die Essenz von Gadamers Philosophie sei die Schaffung eines gemeinsamen Rahmens, des Gesprächs. Darin enthalten sei der Austausch von Meinungen und das Schaffen von Dialogen: „Das Gespräch und die Verständigung setz[t]en einen Konsens darüber voraus, dass alle Verständigungen so etwas wie eine gemeinsame Sprache (common language) beinhalten, auch wenn es sich um eine gemeinsame Sprache handl[e], die erst im Prozess der Verständigung selbst entsteh[e]“.

“You have to understand, that no one puts their children in a boat unless the water is safer than the land.”

Zum Schluss seines Werkes weist Bauman auf Anthony Appiah hin, der in seinem Buch Der Kosmopolit. Philosophie des Weltbürgertums aufzeigt, dass wir uns auf Gespräche mit Menschen unterschiedlicher Lebensweisen konzentrieren sollten. Demnach versteht Bauman die Flüchtlingskrise als Chance, auf die unvermeidlich weiter wachsende Weltbevölkerung in zwei Weisen reagieren zu können, in dem Gefühl des Genusses oder der Qual.

## Bewertung
Sein Essay ist reich bequellt und an die breite Öffentlichkeit gerichtet. Er beleuchtet die Ursachen der Migrationskrise, warum dieses Phänomen zum Problem geworden ist, welche Rolle die Medien spielen und warum Menschen ein so großes Misstrauen, Angst oder auch Ablehnung den anderen gegenüber haben. Nach Meinung der Philosophin Nikola Medová (* 1990) an der Palacký-Universität Olmütz hat es einen optimistischen Grundton. Strukturelle Veränderungen sind nach ihrer Ansicht unvermeidbar und haben auch positive Auswirkungen, auf die wir uns konzentrieren sollten, anstatt auf die negative Seite zu fokussieren.
Der britische Soziologe Matt Dawson (* 1983) weist darauf hin, dass eine Vielzahl von Veröffentlichungen von und über Bauman nach seinem Tod erschienen sind. Offensichtlich sei „Baumans Hinterland“ noch nicht ausreichend aufgearbeitet. Er bewertet dieses Spätwerk in der Rückschau zu Baumanns früherem, umfassenden Œuvre und sieht Die Angst vor den anderen des gebürtigen Polen als logische, späte Reflexion der Moderne zum Holocaust. Dawson nennt einige weitere Rezensenten, die Bauman ein „umfassendes Interesse am Utopismus“ attestieren.
Die Medienwissenschaftlerin Jytte Holmqvist (* 1973) stellt in ihrer Rezension Bauman als Kritiker Sozialer Medien und Künstlicher Intelligenz vor. Sie zitiert Bauman mit „Soziale Medien lehren uns nicht, Dialog zu führen, weil es so einfach ist, Kontroversen aus dem Weg zu gehen. […] Die meisten Menschen nutzen soziale Medien nicht, um sich zu vereinen, nicht, um ihren Horizont zu erweitern, sondern im Gegenteil, um sich eine Komfortzone zu schaffen, in der die einzigen Geräusche, die sie hören, das Echo ihrer eigenen Stimme sind […].“ Sie erinnert daran, wie unermüdlich Bauman bis zum Schluss im In- und Ausland Reden, Konferenzen und Diskussionen bestritten hat, um uns seine Beobachtungen zum Zustand unserer Gesellschaften mitzuteilen, so, wie er es auch mit seinen letzten Werken versucht hat. Nach Meinung Homqvists kritisiert Bauman die Zustände in den USA, wenn er vom „Bau von Mauern [schreibt], um Migranten vor ‚unserem eigenen Hinterhof‘ aufzuhalten“. Er empfinde diese Politik als „lächerlich“. Bauman nenne hier Beispiele, um mit metaphorischer Kraft den Mitmenschen Angst einzuflößen, die „Risse und Missverständnisse“ in der Gesellschaft entstehen ließen, anstatt auf „Verständnis und Empathie“ zu bauen.